# تارين مانينج
تارين مانينج (بالإنجليزية: Taryn Manning)‏ ممثلة ومغنية أمريكية من مواليد 6 نوفمبر 1978.

## مواقع خارجية
- تارين مانينج على موقع IMDb (الإنجليزية)
- تارين مانينج على موقع ألو سيني (الفرنسية)
- تارين مانينج على موقع ميوزك برينز (الإنجليزية)
- تارين مانينج على موقع أول موفي (الإنجليزية)
- تارين مانينج على موقع قاعدة بيانات الأفلام السويدية (السويدية)
- تارين مانينج على موقع إن إن دي بي (الإنجليزية)
- تارين مانينج على موقع أول ميوزيك (الإنجليزية)
- تارين مانينج على موقع ديسكوغز (الإنجليزية)
- تارين مانينج على موقع قاعدة بيانات الفيلم (الإنجليزية)
- تارين مانينج على موقع كينوبويسك (الروسية)